# Johann Heinrich Friedrich Link

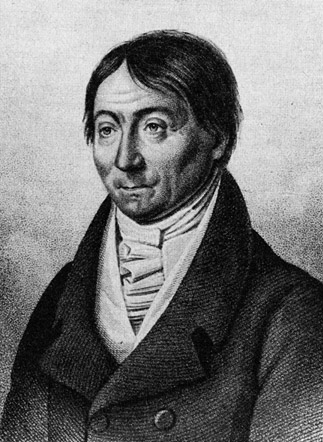

Johann Heinrich Friedrich Link (2 februari 1767 – 1 januari 1851) was een Duits natuuronderzoeker en botanicus.

## Biografie
Link werd geboren in Hildesheim als zoon van  predikant August Heinrich Link (1738-1783), die zijn liefde voor de natuur overbracht door het verzamelen van 'natuurlijke objecten'. Hij studeerde geneeskunde en natuurwetenschappen aan de Hannoverschen Landesuniversität van Göttingen en behaalde zijn doctoraat in de geneeskunde in 1789, waarbij hij promoveerde op zijn proefschrift Flora der Felsgesteine rund um Göttingen (Flora van de rotsen rond Göttingen). Een van zijn leraren was natuurwetenschapper Johann Friedrich Blumenbach (1752-1840). Hij werd privaatdocent in Göttingen.
In 1792 werd hij de eerste hoogleraar van de nieuwe afdeling scheikunde, zoölogie en botanie aan de Universiteit van Rostock. Tijdens zijn verblijf in Rostock werd hij een vroege volgeling van de antiflogistische theorie van Lavoisier, waarbij hij onderwees over het bestaan van zuurstof in plaats van flogiston. Hij was ook voorstander van de pogingen van Richter om wiskunde in de scheikunde te betrekken, waarbij hij stoichiometrie introduceerde in zijn scheikundelessen. In 1806 richtte hij het eerste scheikundig laboratorium op in Rostock in het "Seminargebäude". Hij begon talrijke artikelen en boeken te schrijven over de meest uiteenlopende onderwerpen, zoals natuurkunde en scheikunde, geologie en mineralogie, botanie en zoölogie, natuurfilosofie en ethiek, prehistorie en vroege geschiedenis. Hij werd twee keer verkozen tot rector van de universiteit.
In 1793 trouwde hij met Charlotte Juliane Josephi (1768?-1829), de zus van zijn collega aan de universiteit, hoogleraar Wilhelm Josephi (1763-1845).
Van 1797 tot 1799 bezocht hij Portugal met Johann Centurius Hoffmannsegg, een botanicus, entomoloog en ornitholoog uit Dresden. Deze reis deed hem uiteindelijk besluiten om botanie als zijn belangrijkste wetenschappelijke roeping te kiezen.
In 1800 werd hij gekozen als lid van de prestigieuze Deutsche Akademie der Wissenschaften Leopoldina.
In 1808 ontving hij een prijs van de Academie van Sint-Petersburg voor zijn monografie Von der Natur und den Eigenschaften des Lichts (aard en eigenschappen van het licht).
Zijn wetenschappelijke reputatie groeide. In 1811 werd hij benoemd tot hoogleraar in de scheikunde en botanie aan de Universiteit van Breslau, waar hij ook tweemaal tot rector van de universiteit werd gekozen.
Na de dood van Carl Ludwig Willdenow in 1815 werd hij hoogleraar in de natuurlijke historie, conservator van het herbarium en directeur van de botanische tuin ("Hortus regius Berolinensis") in Berlijn. Deze periode werd de meest vruchtbare periode van zijn academische carrière. Hij breidde de collectie van de tuin uit tot 14.000 exemplaren, waaronder vele zeldzame planten. Hij werkte samen met Cristoph Friedrich Otto (1783-1856), conservator van de botanische tuin. In 1827 benoemde hij samen met hem de cactusgeslachten Echinocactus en Melocactus. De meeste door hem benoemde schimmels worden nog steeds geaccepteerd onder de oorspronkelijke naam, zoals Cordyceps, Creopus, Fusarium, Leocarpus, Myxomycetes, Phragmidium.
Hij werd lid van de Berlijnse Academie van Wetenschappen en vele andere wetenschappelijke genootschappen, waaronder de Zweedse Academie van Wetenschappen, die hem in 1840 tot buitenlands lid benoemde.
Hij trainde een nieuwe generatie natuurwetenschappers, zoals Christian Gottfried Ehrenberg (1795-1876). Gedurende zijn hele leven reisde hij door heel Europa. Hij profiteerde van zijn kennis van vreemde talen, waaronder Arabisch en oud-Sanskriet.
Hij stierf in Berlijn op 1 januari 1851, bijna 84 jaar oud. Hij werd opgevolgd door Alexander Heinrich Braun (1805-1877).
Link wordt erkend als een van de laatste wetenschappers van de 19e eeuw met universele kennis. Hij was ook een van de weinige Duitse botanici van zijn tijd die streefde naar een volledig begrip van planten door middel van systematisch anatomisch en fysiologisch onderzoek.
Zijn belangrijkste werk is Handbuch zur Erkennung der nutzbarsten und am häufigsten vorkommenden Gewächse (drie delen, gepubliceerd tussen 1829 en 1833).

## Selectie van werken
- (1799) Nachricht von einer Reise nach Portugal nebst botanischen Bemerkungen. In einem Schreiben an den Herausgeber von dem Hrn. Prof. Link, Journal für die Botanik (Schrader), Vol. 2, pp. 297–326.
- (1807) Grundlehren der Anatomie und Physiologie der Pflanzen (Göttingen). (Fundamentele principes van de anatomie en fysiologie van planten) (waarbij voor het eerst werd aangetoond dat plantencellen onafhankelijk bestonden en geen deel uitmaakten van een homogene plantaardige massa).
- (1809) Nachträge zu den Grundlehren etc. (Göttingen) (Supplement op de fundamentele principes, enz.)
- (1820–1822) Die Urwelt und das Altertum, erläutert durch die Naturkunde (Berlijn, 2e editie 183

- Biblioteca Nacional de España: XX1680436
- Bibliothèque nationale de France: cb12553458g (data)
- Author citation (botany): Link
- CiNii: DA10992775
- Gemeinsame Normdatei: 104268190
- International Standard Name Identifier: 0000 0001 2132 0765
- Library of Congress Control Number: n85811834
- Nationale Bibliotheek van Tsjechië: mzk2009510561
- Nationale bibliotheek van Australië: 35957726
- Nationale Bibliotheek van Israël: 987007278606005171
- Nationale Bibliotheek van Polen: a0000002694328
- Nederlandse Thesaurus van Auteursnamen: 070145245
- Istituto Centrale per il Catalogo Unico: PAVV043908
- LIBRIS: 255297
- SNAC: w68d3gqs
- Système universitaire de documentation: 034822089
- Museum of New Zealand Te Papa Tongarewa: 50093
- Trove: 1162744
- Virtual International Authority File: 49339478
- WorldCat: E39PBJkT9pc4KYqKBgV449f8YP